# Baie de Cam Ranh

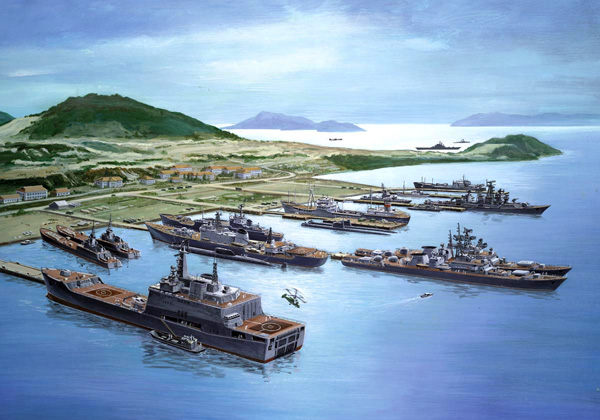
La baie de Cam Ranh selon un plan d'étude soviétique en 1985, avec des navires de la flotte soviétique.

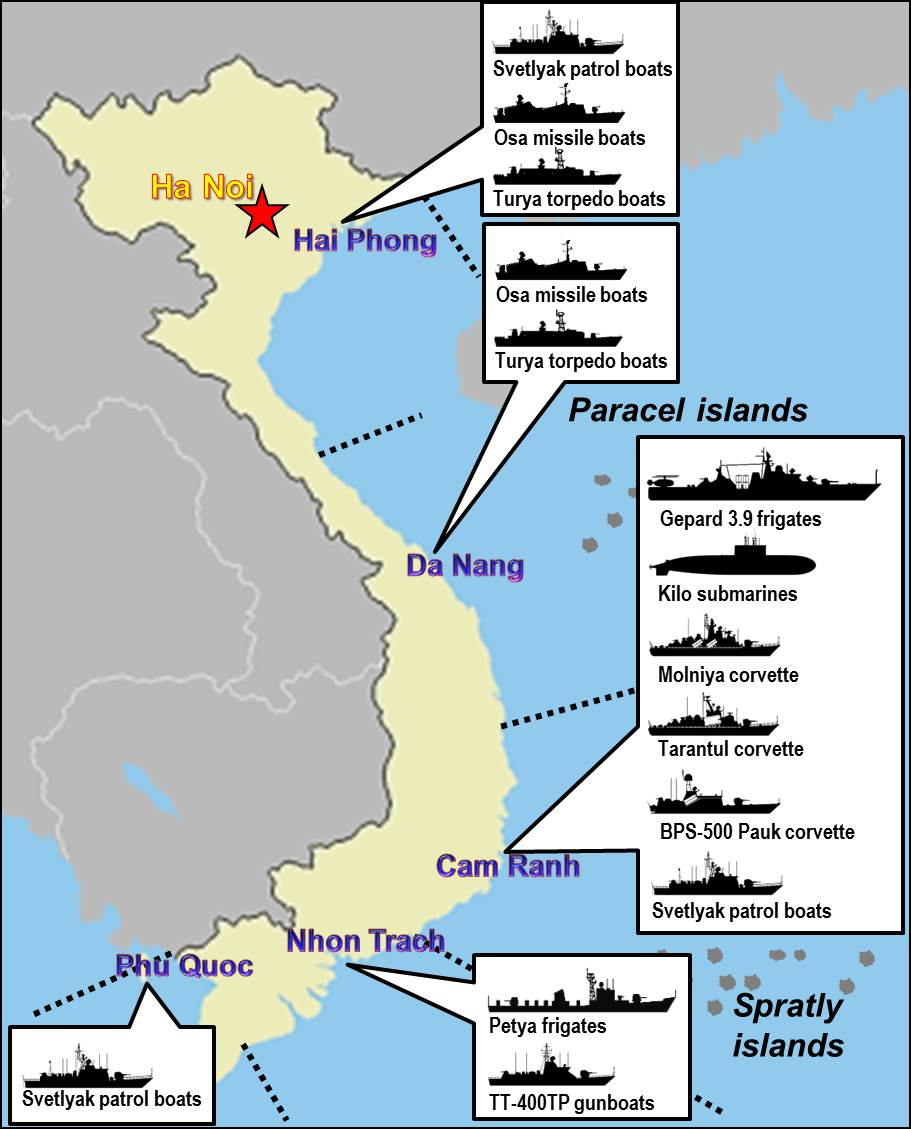
Bases navales de la flotte populaire vietnamienne en 2012.

La baie de Cam Ranh (en vietnamien vịnh Cam Ranh) est une baie de la mer de Chine méridionale, située au Viêt Nam dans la province de Khánh Hòa, entre les villes côtières de Phan Rang et de Nha Trang. Elle se trouve à environ 290 kilomètres au nord-est de Hô-Chi-Minh-Ville (Saïgon).

## Historique
Elle abritait autrefois une base de la marine française en Indochine qui permit à la flotte impériale russe, commandée par l'amiral Rojestvensky, de se ravitailler avant la bataille de Tsushima pendant la guerre russo-japonaise. Lorsque les Japonais envahirent le protectorat français d'Indochine, ils s'en servirent de base pour l'invasion des Indes néerlandaises en 1942. La Task Force 38 américaine détruisit les installations japonaises par bombardements en 1944 et la base de Cam Ranh fut abandonnée. Après l'indépendance, la baie se trouve dans le territoire du Sud Viêt Nam.
Un camp de l'United States Air Force et de la US Navy y est installé pendant la guerre du Vietnam, jusqu'en 1973, puis une base de la marine soviétique à partir du 2 mai 1979 (deux mois après la fin de la guerre sino-vietnamienne) qui s'en sert pour ses opérations techniques en Asie du Sud-Est et dans l'Océan Indien. Le Viêt Nam voyait dans ce bail de vingt-cinq ans aux Soviétiques la possibilité de faire contrepoids à l'influence de la Chine. La marine soviétique fait agrandir plus de quatre fois la base jusqu'en 1987, atteignant ainsi une superficie de 100 kilomètres carrés. C'est alors une des bases les plus importantes de l'URSS à l'étranger. Après la chute de l'URSS, la plupart des navires quittent la baie et le personnel militaire dans sa grande majorité évacue la base au début des années 1990. La baie de Cam Ranh abrite ensuite une base limitée de personnels d'écoute et de transmission de la marine russe, jusqu'au 2 mai 2002.
Les États-Unis commencent alors à négocier pour rouvrir à leur avantage la base de Cam Ranh. En octobre 2010, le Premier ministre vietnamien Nguyen Tan Dung annonce le réaménagement de la base en trois ans, afin de pouvoir accueillir des navires étrangers. Le gouvernement vietnamien fait appel entre autres à des ingénieurs consultants russes pour les travaux concernant les ateliers de réparation des navires. Le secrétaire d'État à la Défense américain, Leon Panetta effectue une visite à la baie de Cam Ranh en juin 2012. C'est la première visite d'un officiel américain de ce rang (membre du cabinet américain) depuis la fin de la guerre du Vietnam.
Cependant, en juin 2016, l'ambassadeur américain auprès du Viet-Nam dément toute intention des États-Unis d'installer à nouveau une base militaire permanente en baie de Cam Ranh.